# Instytut Studiów Społecznych Uniwersytetu Warszawskiego
Instytut Studiów Społecznych imienia Profesora Roberta Zajonca (ISS UW) – interdyscyplinarna jednostka naukowo-dydaktyczna Uniwersytetu Warszawskiego o statusie „jednostki podstawowej”. Instytut powstał w 1991 w wyniku porozumienia podpisanego w 1990 roku przez władze University of Michigan, Ministra Edukacji Narodowej RP i Rektora UW. Jej głównym promotorem ze strony amerykańskiej był znany psycholog Robert Zajonc (1923–2008), który w 2010 został patronem instytutu. ISS jest w myśl tej umowy partnerem Insitute for Social Research (ISR) działającego w strukturach University of Michigan. ISS jest także krajowym reprezentantem Inter-university Consortium for Political and Social Research (ICPSR) z ramienia Uniwersytetu Warszawskiego. Głównymi celami ISS są obserwacja procesów społecznych, politycznych oraz ekonomicznych zachodzących w społeczeństwach Europy Środkowej i Wschodniej, wymiana doświadczeń naukowych pomiędzy badaczami z Polski, krajów Europy Wschodniej, Stanów Zjednoczonych oraz innych krajów zachodnich, analiza porównawcza różnych perspektyw teoretycznych oraz wypracowanie metod zbierania i przetwarzania danych.
Stałym programem badawczym prowadzonym ISS UW od 1992 jest Polski Generalny Sondaż Społeczny (PGSS) wraz z międzynarodowymi modułami tematycznymi International Social Survey Programme (ISSP). Instytut jest także siedzibą Polskiego Archiwum Danych Społecznych (PADS) – przedsięwzięcia wspólnego ISS oraz Instytutu Filozofii i Socjologii Polskiej Akademii Nauk. W przeszłości ISS prowadził „Międzywydziałowe Interdyscyplinarne Studia Doktoranckie”.
Dyrektorem ISS UW w kadencji 2024-2028 jest Anna Domaradzka-Widła. W przeszłości stanowiska dyrektora instytutu pełnili: Mirosława Marody, Mirosław Kofta, Grażyna Wieczorkowska, Janusz Grzelak, Renata Siemieńska-Żochowska i Tomasz Zarycki.

## Struktura
W skład ISS wchodzą:
- Ośrodek Badań Socjologicznych
- Ośrodek Badań Psychologicznych
- Ośrodek Badań Ekonomicznych
- Ośrodek Badań Politycznych
- Ośrodek Badania Układów Złożonych i Nowych Technologii
- Ośrodek Metodologii Badań Społecznych
- Ośrodek Badań Interdyscyplinarnych nad Społecznymi Problemami Płci
- Centrum Wyzwań Społecznych
- Międzyinstytutowa Pracownia Badań Porównawczych nad Systemami Wartości ISS – IS UW